# Аварский язык
Ава́рский язы́к (самоназвания: авар мацӀ, avar mac̨ «аварский язык», или магӀарул мацӀ, mah̨arul mac̨ «горный, горский язык»; груз. ხუნძური ენა хундзури эна, дословно — «хунзахский язык») — язык аваро-андо-цезской группы нахско-дагестанской семьи языков, на котором говорят, в основном, в Дагестане; национальный язык аварцев.
По переписи 2010 года, аварским языком владели 715 297 человека в России, а на 2021 год — всего 654 363, из них в Дагестане — 625 555 человека.
В основе литературного аварского языка лежит т. н. болмацӀ («язык войска») — междиалектный язык, сложившийся на основе северного наречия.

## Лингвогеография

### Ареал и численность

Распространение языков на Кавказе

О широком распространении аварского языка в горном Дагестане — в частности, среди даргинцев и лакцев — говорят многочисленные свидетельства. Выражалось это, в том числе, и в широком распространении аварской песенной культуры у родственных народов. Общественный деятель и просветитель Б. К. Далгат писал в 1890-х годах, что «цудахарцы поют все песни на аварском языке, они же говорят, что на аварском языке легче петь и можно короче выражаться». Имеется также свидетельство русского писателя Бестужева-Марлинского, который в своих письмах из Кавказа отмечал: «был в А. А. Кумухе и слышал воинственные песни аварцев». Даже в 1920—30-х годах известный исследователь дагестанских языков Л. И. Жирков отмечал распространение аварского языка — болмацI — в качестве местного лингва франка не только среди носителей андо-цезских языков, но и среди значительной части даргинцев, лакцев и цахур.
Большинство авторов XIX в. роль и влияние аварского языка считали результатом политического влияния аварской государственности: «Из всех племён самое значительное как по численности (свыше 100 т. д.), так и по влиянию — это аварцы, живущие главным образом… в Нагорном Дагестане. Известно, что с VII в. по Р. Х., благодаря аравитянам, начинает проникать ислам в Дагестан и после двухвековой борьбы утверждается в нём окончательно. Уже тогда существовали в Дагестане аварцы как передовое и влиятельное племя, что даёт повод предполагать о Древнем происхождении… И в отношении языка пальма первенства, по влиянию и распространенности, принадлежит аварцам, занимающим центральную местность Дагестана».

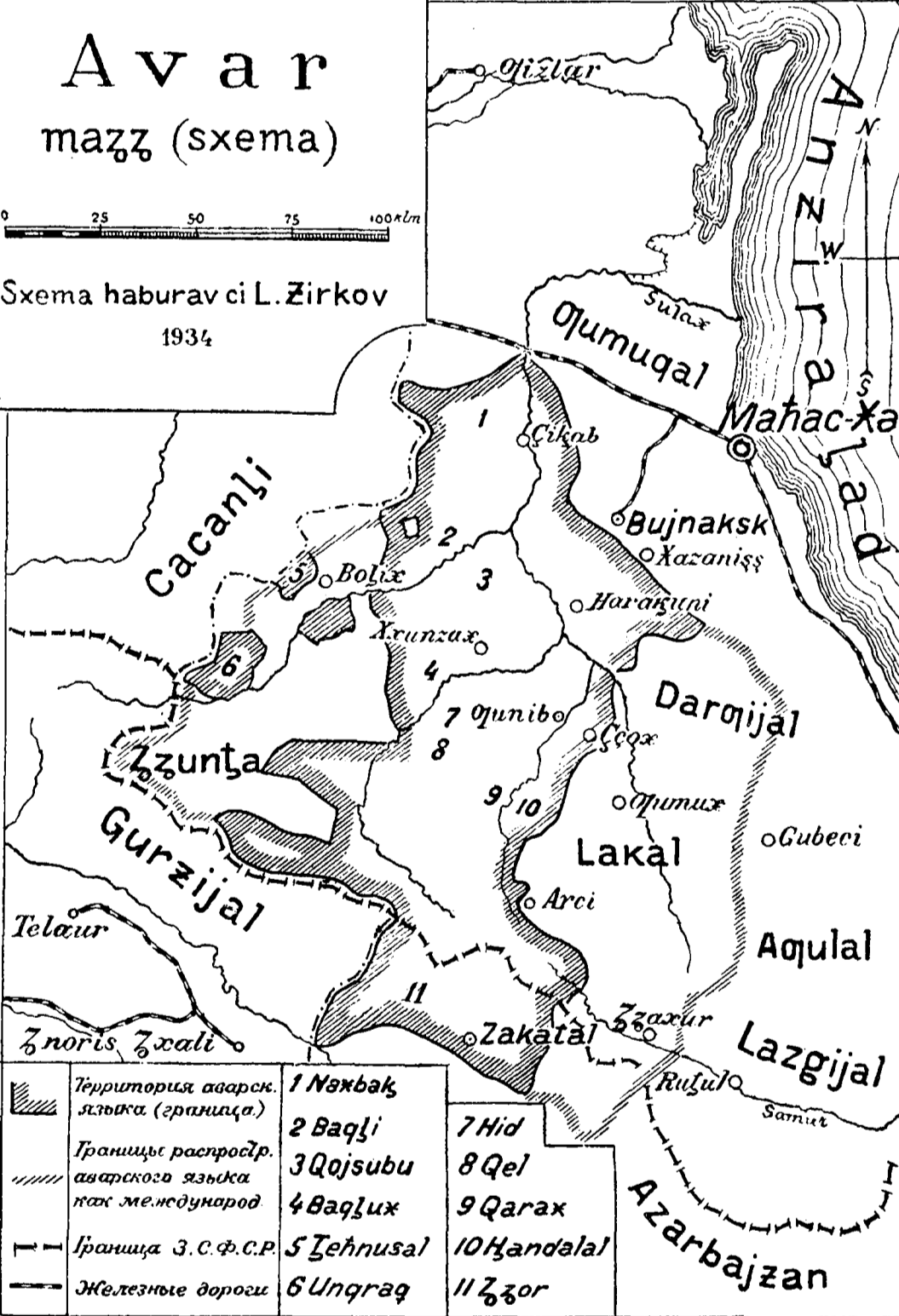
Территория и границы распространения аварского языка

Согласно запискам генерала русской армии А. А. Неверовского за 1847 год:

Так как Аварцы составляли всегда самое сильное племя в горах, всегда занимали средину Дагестана, то и язык их сделался господствующим между обитателями описываемого края. Почти все горцы умеют говорить по-аварски и употребляют этот язык при изустных сношениях между собою.
В настоящее время аварский язык распространён среди аварцев, живущих в Дагестане, на севере Азербайджана, северо-востоке Грузии и в Турции. Число говорящих на аварском языке в России — 715 297 чел. (2010). В это число включены многие носители андо-цезских языков, пользующиеся аварским языком как вторым. Примерное число говорящих на аварском как на родном — 703 тыс. чел. (2010).

### Диалекты
Аварские диалекты довольно далеко разошлись, так что часто их носители не понимают друг друга.
Они подразделяются на северную и южную группы (наречия). В первую включают салатавский, хунзахский и восточный, во вторую — гидский, анцухский, закатальский, карахский, андалальский, кахибский и кусурский; промежуточное положение занимает батлухский диалект. Между отдельными диалектами и диалектными группами в целом отмечаются фонетические, морфологические и лексические различия. На основе хунзахского диалекта сформировался современный аварский литературный язык.
Поскольку диалекты северного наречия — восточный (Буйнакский, Гергебильский и Левашинский районы Дагестана), салатавский (Казбековский, Гумбетовский и некоторые другие районы Дагестана) и хунзахский (Хунзахский и Унцукульский районы Дагестана) — довольно близки к литературной норме (можно указать лишь на соответствие хунз., вост. у — салат. о; переход п < гь, выпадение звонкого б в интервокальном положении; тенденцию к утрате классных показателей в хунзахском; использование финитной формы вместо причастия в составном сказуемом в салатавском и др.), здесь будут отмечены лишь особенности южных диалектов.
1. Андалальский диалект (Гунибский район, Гергебильский район; а также сс. Аркас и Манасаул, переселённые в сер. XIX в. в Буйнакский район) объединяет десять говоров — бухтинский, ругуджинский, кегерский, куядинский, согратлинский, обохский, гамсутлинский, хоточ-хиндахский, кудалинский, чохский: суффикс эргатива -д, суффикс инфинитива -де, суффикс деепричастия прошедшего времени -мо и др. У согратлинцев присутствуют слова, имеющие аналоги в лакском языке (кумухского диалекта), но которых нет в литературном аварском[16].
2. Анцухский диалект (Тляратинский район, включает чадаколобский, ташский, анцросунхадинский, бухнадинский, томуринский и тлянадинский говоры): краткий абруптив-латерал къӀ, звонкие аффрикаты дз и дж, отсутствие ц; классные формы дательного падежа: вехьасси-в-е I, вехьасси-б-е III «чабану»; вспомогательные глаголы бачан(а), бохӏа-н(а) и др.; суффиксы прошедшего времени -а (хӏва «умер») и -ри (бекь-ри «вспахал»). В лексике имеется значительное количество[сколько?] заимствований из азербайджанского языка[17].
3. Батлухский диалект (Шамильский район): отсутствие кратких свистящих ц, цӀ, c, з и долгих шипящих ч̄, щ, ч̄I, краткого латерала лъ и заднеязычной аффрикаты к̄; более продуктивен аффикс косвенной основы -ал̄ъ̄-; суффикс косвенной основы мн. числа -д-; цитатная частица -ло.
4. Гидский диалект (Шамильский район): отсутствие ц, ц̄, ч̄, лӀ, хъ, к̄, наличие дж, кьӀ; суффикс эргатива -д; суффикс инфинитива -ле; суффиксы прошедшего времени -а, -о, -у; суффикс деепричастия -мо; эргатив и номинатив местоимений 1-го и 2-го лица совпадают во мн. числе.
5. Закатальский диалект (Белоканский и Закатальский районы Азербайджана; подвергается значительному влиянию азербайджанского языка): палатализованные кӀ’, хь’, т’, тӀ’, н’; звонкая увулярная аффриката кгъ, соответствующая лит. гъ, а также гласные ы, аь, оь, уь в тюркско-персидских заимствованиях; отсутствие латеральных и лабиализованных; утрата III и IV серий локализации; маркировка глагольных форм 1-го лица суффиксальным классным показателем.
6. Карахский диалект (Чародинский район): аффрикаты къӀ и дж, отсутствие лӀ; суффикс прошедшего времени -ур, настоящего -на, будущего -ла[4].

## История
После 1917 года аварская художественная литература достигла значительного расцвета, хотя многие произведения писались по заказу партии. В настоящее время растёт доля аварской молодёжи, не владеющей родным языком, что в будущем может привести к исчезновению сначала литературного, а позже — и разговорного аварского языка.
Специалистов по аварской филологии готовит Дагестанский государственный университет в Махачкале.
Известными аварскими поэтами являются: Заид Гаджиев, Расул Гамзатов, Машидат Гаирбекова, Фазу Алиева, Адалло Али, Махмуд из Кахаб-Росо, Магомед Ахмедов.
Среди известных произведений следует выделить народную «Песню о Хочбаре», роман «Герои в шубах» писателя Раджаба Дин-Магомаева.
Кроме того, известное стихотворение Расула Гамзатова «Журавли», переведённое на многие языки мира, изначально было написано на родном для поэта аварском языке.

## Письменность
Не позднее XV века в Аварию проникает арабское письмо, но лишь во 2-й половине XIX — начале XX вв. оно получило широкое распространение. Первый вариант аварской письменности на кириллической основе был создан П. К. Усларом в 1861 году в Тифлисе. В 1928 году было принято решение о переводе аварского языка на латиницу, а в 1938 был введён новый алфавит на русской графической основе.

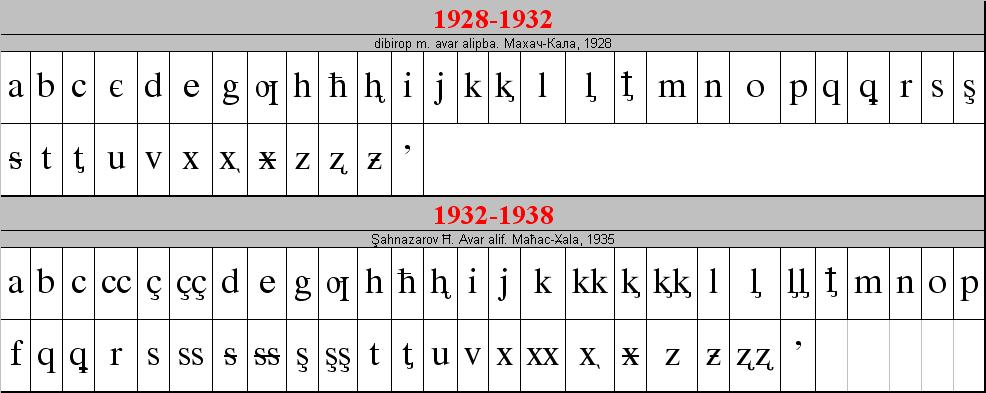
Аварский алфавит (1928—1937)

Современный алфавит:
| А а   | Б б | В в   | Г г | Гъ гъ | Гь гь | ГӀ гӀ | Д д | Е е   | Ё ё   | Ж ж   |
| З з   | И и | Й й   | К к | Къ къ | Кь кь | КӀ кӀ | Л л | Лъ лъ | М м   | Н н   |
| О о   | П п | Р р   | С с | Т т   | ТӀ тӀ | У у   | Ф ф | Х х   | Хъ хъ | Хь хь |
| ХӀ хӀ | Ц ц | ЦӀ цӀ | Ч ч | ЧӀ чӀ | Ш ш   | Щ щ   | Ъ ъ | Э э   | Ю ю   | Я я   |

## Лингвистическая характеристика
Аварский язык отличается сложной системой согласных, наличием именных классов, многочисленными местными падежами, эргативной конструкцией.
Для фонетики характерны подвижное ударение, играющее смыслоразличительную роль (например, «овца» (гӏи): родительный падеж — гӏия́л, множественное число — -гӀи́ял), редукция гласных и наличие аблаута («камень» — гамачӀ, родительный падеж — ганчӏил; «кирка» — -газа, родительный падеж — гозол, множественное число — гузби).
В грамматической системе — большое количество лабильных, или переходно-непереходных глаголов; наличие так называемых «учащательных» глаголов; возможность образования конструкций с двойным номинативом при аналитической форме глагола-сказуемого (например, «Отец поле пашет» — Инсуца хур бекьулеб буго / эмен хур бекьулев вуго); обозначение субъекта глаголов чувственного восприятия суперлативом (локативным падежом); сосуществование двух контрастных конструкций — эргативной и номинативной — в сфере функционирования переходного глагола, и др.

### Фонетика и фонология
|               |               | губные | зубные | зубные  | альвеолярные | альвеолярные | латеральные | латеральные | велярные | велярные | увулярные | увулярные | фарингальные | глоттальные |
| слабый        | сильный       | губные | слабый | сильный | слабый       | сильный      | слабый      | сильный     | слабый   | сильный  |           |           | фарингальные | глоттальные |
| ------------- | ------------- | ------ | ------ | ------- | ------------ | ------------ | ----------- | ----------- | -------- | -------- | --------- | --------- | ------------ | ----------- |
| носовые       | носовые       | m      | n      |         |              |              |             |             |          |          |           |           |              |             |
| взрывные      | звонкие       | b      | d      |         |              |              |             |             | ɡ        |          |           |           |              |             |
| взрывные      | придых.       | p      | t      |         |              |              |             |             | k        | kː       |           |           |              |             |
| взрывные      | абруп.        | (p’)   | tʼ     |         |              |              |             |             | kʼ       | kːʼ      |           |           |              | ʔ           |
| аффрикаты     | придых.       |        | t͡s     | t͡sː     | t͡ʃ           | t͡ʃː          |             | t͡ɬː         |          |          |           | q͡χː       |              |             |
| аффрикаты     | абруп.        |        | t͡sʼ    | t͡sːʼ    | t͡ʃʼ          | t͡ʃːʼ         |             | t͡ɬː’        |          |          |           | q͡χːʼ      |              |             |
| фрикативные   | звонкие       | v      | z      |         | ʒ            |              |             |             |          |          | ʁ         |           | ʕ            |             |
| фрикативные   | глухие        |        | s      | sː      | ʃ            | ʃː           | ɬ           | ɬː          | x        |          | χ         | χː        | ħ            | h           |
| аппроксиманты | аппроксиманты |        |        |         | j            |              | l           |             |          |          |           |           |              |             |
| дрожащие      | дрожащие      |        |        |         | r            |              |             |             |          |          |           |           |              |             |

|         | передние | средние | задние |
| ------- | -------- | ------- | ------ |
| верхние | i        |         | u      |
| средние | e        |         | o      |
| нижние  |          | a       |        |

### Лексика
Исконную лексику аварского языка составляют слова как общедагестанского, так и аварского происхождения. Имеются также заимствования из других языков (особенно из арабского, тюркских, персидского и русского).
- Из арабского языка заимствованы слова, связанные с религией; абстрактные понятия; морально-этические понятия; слова, связанные с отношениями между людьми; общественно-политические и экономические термины; обозначения людей по профессии, роду занятий и т. д.; лексика науки, искусства и образования; связанные с качествами характеристики; название одежды, домашних украшений и домашней утвари; лексика растительного и животного мира; названия строений и их частей; обозначения явлений неживой природы, названия продуктов питания; названия частей тела.
- Из тюркских языков заимствованы термины родства и обозначения лиц; обозначения домашней утвари; музыкальных инструментов; орудий труда, оружия; названия предметов одежды, постели, тканей, украшений; названия домашних и диких животных, а также лексика животноводства; наименования овощей, фруктов, растений и продуктов питания; строительная, сельскохозяйственная и иная терминология; обозначения предметов и явлений неживой природы; абстрактная лексика.
- Из персидского языка заимствованы слова, связанные с названиями домашних и диких животных и их понятия; названия растений; обозначения лиц; названия строений; названия предметов одежды, домашнего обихода, утвари, инструментов и т. д.; названия продуктов питания, лекарств и др.
- Из русского языка заимствована лексика сельскохозяйственного и промышленного производства; административно-деловая управленческая лексика; общественно-политическая лексика; лексика культуры, искусства, спорта, науки и образования; наименование одежды, домашнего обихода, мебели, бытовой и прочей техники; транспортная терминология, терминология здравоохранения; обозначения продуктов питания; обозначение веществ, строительных материалов.

Говоря об аварском языке, Мухаммад-Кади Дибиров писал:

«В аварском языке очень много слов, которые не имеют эквивалентов в тюркском языке. [Тогда же как] в противоположность этому отсутствие эквивалентов тюркских слов в аварском языке — явление очень редкое. Богатство и красноречие аварского языка ясно указывает нам на то, что некогда этот язык был языком великого, сильного и культурного (в свое время, конечно) народа. Отсюда следует такой вывод, что дагестанские аварцы есть потомки сильного и культурного, в свое время, разумеется, народа».

## Аварская Википедия
Существует раздел Википедии на аварском языке («Аварская Википедия»), первая правка в нём была сделана в 2004 году. По состоянию на 10:19 (UTC) 16 июля 2025 года раздел содержит 3632 статьи (общее число страниц — 18 047); в нём зарегистрировано 16 547 участников, двое из них имеют статус администратора; 16 участников совершили какие-либо действия за последние 30 дней; общее число правок за время существования раздела составляет 94 667.